# Lydia Ludic Burundi Sport 4 Africa FC
Der Lydia Ludic Burundi Sport 4 Africa Football Club oder kurz einfach nur LLB S4A FC ist ein burundischer Fußballklub mit Sitz in der Stadt Bujumbura. Der Verein spielt in der zweithöchsten Liga des Landes, der Ligue B.

## Geschichte
Der Klub wurde im Jahr 2007 als Lydia Ludic Burundi Académic Football Club gegründet und startete gleich in der höchsten Spielklasse des Landes, innerhalb der Bujumbura Gruppe. In den ersten Jahren krebste man im unteren Teil der Tabelle herum, konnte jedoch stets die Klasse halten. Um das Jahr 2010 herum wurden die Platzierungen aber besser und in der Saison 2010/11 gelang auch erstmals der Gewinn des nationalen Pokals. Der Gewinn des Pokals gelang dann auch im Jahr 2012 und im Jahr 2014, lediglich im Jahr 2013 musste man sich Académie Tchité FC im Elfmeterschießen geschlagen geben. Dafür gelang es erstmals in der Saison 2013/14, die Meisterschaft zu gewinnen. Innerhalb der Folgesaison wurde der Klub in LL S4A FC umbenannt (ausgeschrieben Lydia Ludic Burundi Sport 4 Africa). Unter dem neuen Namen gelang dann noch einmal eine Meisterschaft in der Spielzeit 2016/17. Eigentlich spielte man in den folgenden Jahren auch wieder um die Meisterschaft mit aber schon in Spielzeit 2018/19 glückte nur knapp der Klassenerhalt, was am Ende darin resultierte, dass das Team mit 35 Punkten knapp am Ende der Spielzeit auf einen Abstiegsplatz rutschte. Somit befindet sich der Klub bis heute in der Ligue B.

## Erfolge
- Burundischer Meister: 2013/14, 2016/17
- Burundischer Pokal: 2011, 2012, 2014
- Burundi Super Cup: 2012

## Stadion
Der Verein trägt seine Heimspiele im Intwari Stadium in Bujumbura aus. Das Stadion, welches mit einem Kunstrasen ausgestattet ist, hat ein Fassungsvermögen von 22.000 Personen.